# 山泡泡
山泡泡（学名：Oxytropis leptophylla），为豆科棘豆属下的一个植物种。